# 2000 vu par...
2000 vu par... va ser un projecte cinematogràfic internacional de 1998 iniciat per la companyia francesa Haut et Court per produir pel·lícules que representen l'arribada del canvi de mil·lenni vist des de les perspectives de 10 països diferents.
La idea va ser concebuda per les productores Caroline Benjo i Carole Scotta, que van portar la idea a Pierre Chevalier de l'emissora de televisió franco-alemanya Arte France. Van imaginar que cada pel·lícula tingués una durada d'una hora, feta per un cost de quatre a cinc milions de francs, per directors prometedors.
Com a resultat del projecte es van produir deu pel·lícules:
| Títol                              | Director                       | País         | Notes                                                                                |
| ---------------------------------- | ------------------------------ | ------------ | ------------------------------------------------------------------------------------ |
| The Book of Life (1998)            | Hal Hartley                    | Estats Units |                                                                                      |
| Das Frankfurter Kreuz (1998)       | Romuald Karmakar               | Alemanya     |                                                                                      |
| El forat (1998)                    | Tsai Ming-liang                | Taiwan       | Participa al 51è Festival Internacional de Cinema de Canes.                          |
| La primera noche de mi vida (1998) | Miguel Albaladejo              | Espanya      |                                                                                      |
| L'última nit (1998)                | Don McKellar                   | Canadà       | Guanyador del Premi de la Joventut al 51è Festival Internacional de Cinema de Canes. |
| La Vie sur terre (1998)            | Abderrahmane Sissako           | Mali         |                                                                                      |
| Les Sanguinaires (1998)            | Laurent Cantet                 | França       |                                                                                      |
| O Primeiro Dia (1998)              | Walter Salles i Daniela Thomas | Brasil       | 2000 Premi Ariel a la millor pel·lícula iberoamericana.                              |
| Tamás és Juli (1998)               | Ildikó Enyedi                  | Hongria      |                                                                                      |
| Le Mur (1998)                      | Alain Berliner                 | Bèlgica      |                                                                                      |